# 解思明
解 思明（かい しめい、? - 345年）は、五胡十六国時代成漢の人物。

## 生涯
時期は不明だが、成漢の漢王李寿に仕え、長史に任じられた。
漢興元年（338年）、李寿が皇帝李期と対立すると、李寿の命により解思明は密かに羅恒と共に謀議し、成都を掌握して東晋へ帰順する事を目論んだ。
李寿が成都を攻略すると、解思明は李寿へ鎮西将軍・益州牧・成都王を称して東晋へ称藩するよう進言したが、逆に任調らは李寿へ自立する様勧めた。李寿がこれを占った所、占い師は「天子となれるのは数年の間だけでしょう」と告げた。任調は「一日でも十分なのに、数年も天子でいることができますぞ」と喜び、解思明は「数年間だけの天子の位と百世代に渡る諸侯の地位では、どちらが良いと思いますか」と諫めた。だが、李寿は「朝に道を聞けば夕に死す事もある時世なのだ。任侯の言こそが上策であろう」と言った。
李寿が皇帝に即位すると、解思明はその謀主とされ、広漢郡太守に任じられた。
漢興2年（339年）9月、李寿が病に伏せるようになると、解思明は羅恒と共に再び東晋へ帰順するよう進言したが、聞き入れられなかった。李演もまた上書して帝位を退いて王を称するよう勧めたが、李寿は怒ってこれを殺害し、解思明にもこれ以上この話をしないよう脅しを掛けた。
後趙の石虎が李寿へ書を送り、共に東晋を攻略して天下を分ける事を提案した。李寿は大いに喜び、戦艦を建造して兵備を整え、軍糧を準備した。また、尚書令馬当を六軍都督に任じて仮節を与え、七万の兵を指揮させて長江沿いに進ませた。軍が成都を通過した際、李寿は城頭から見物していたが、群臣は「我らは小国である上に人も少なく、呉や会稽の地は遠方であり、図るべき時期ではありません」と言上し、解思明も心を尽くして諌めた。李寿が出兵を思いとどまると、士衆らは皆万歳を唱えた。
漢興6年（343年）8月、李寿が崩御すると、子の李勢が後を継いだ。
太和2年（345年）8月、李勢には子がおらず、弟の大将軍李広は皇太弟の地位を求めたが認められなかった。解思明は馬当と共に「陛下には兄弟が少ないのですから、この上疎遠になさると益々宗廟が危うくなります」と諫め、皇太弟を認める様固く求めた。しかし、李勢は彼等が李広と内通しているのではないかと疑い、解思明は捕らえられた。解思明は嘆いて「この国が滅びずにいたのは、我等がいたからこそです。今、それを自ら無くされるというのですか」 と言い、自虐的に笑った。解思明は間もなく処刑され、三族まで皆殺しとなった。処刑される時も解思明は自若としていたという。
解思明には知略があり、諫言を良く行った。その為、彼が死ぬ時には士民は皆哀しんだという。この事件以降、綱紀を引き締めたり君主を諫める者はいなくなった。